# Gnetum africanum
Gnetum africanum är en kärlväxtart som beskrevs av Friedrich Welwitsch. Gnetum africanum ingår i släktet Gnetum och familjen Gnetaceae. Inga underarter finns listade i Catalogue of Life.

## Bildgalleri

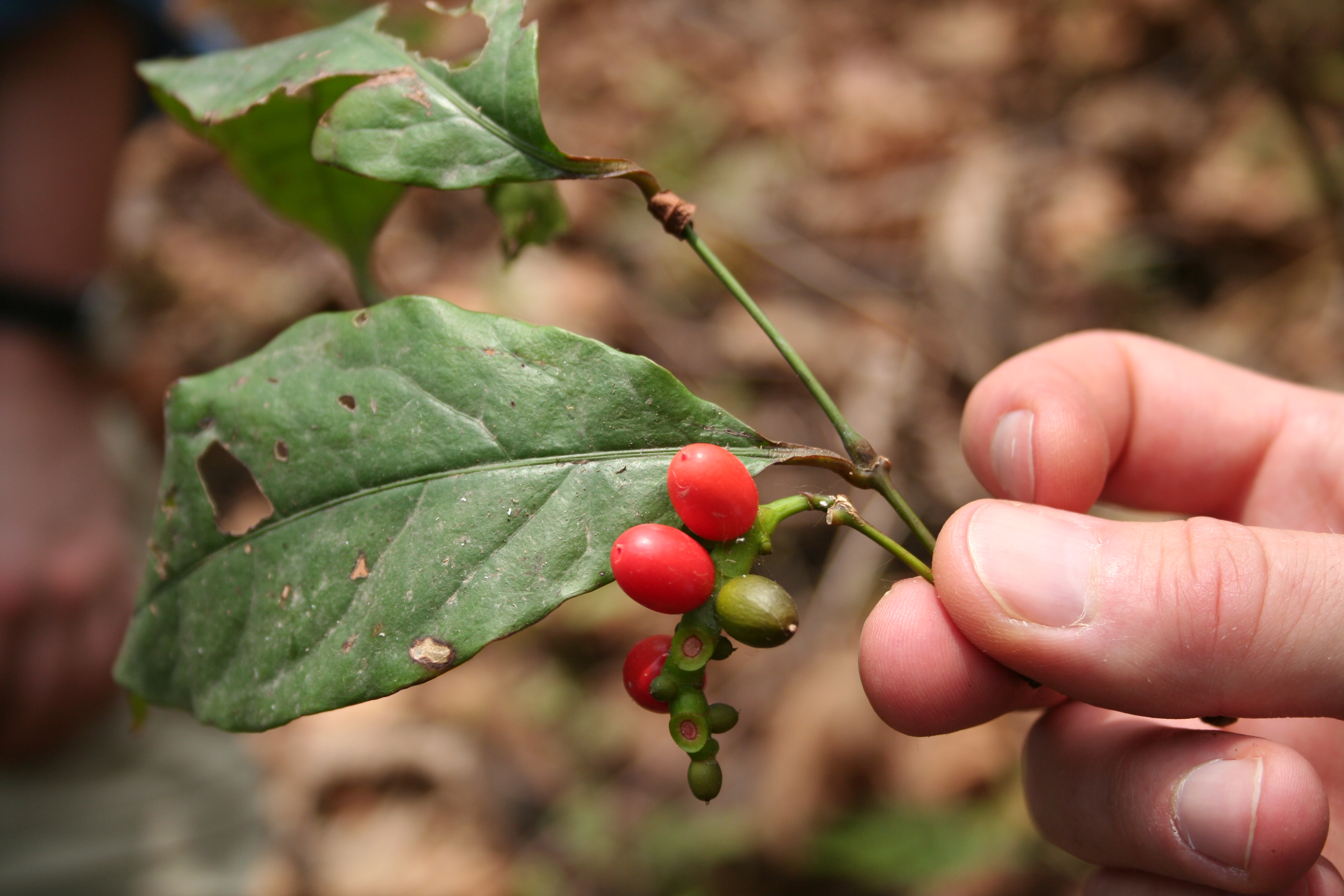